# بهوپال

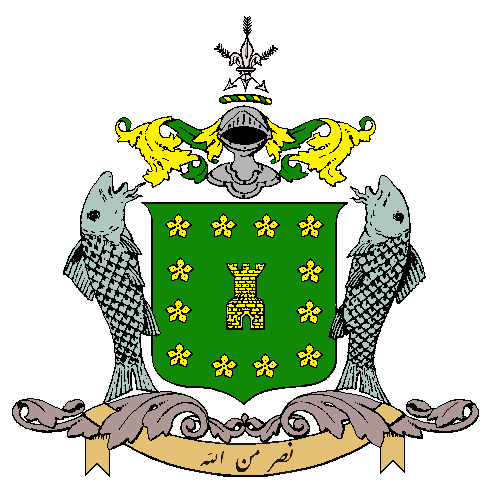
نشان دولتی بوپال

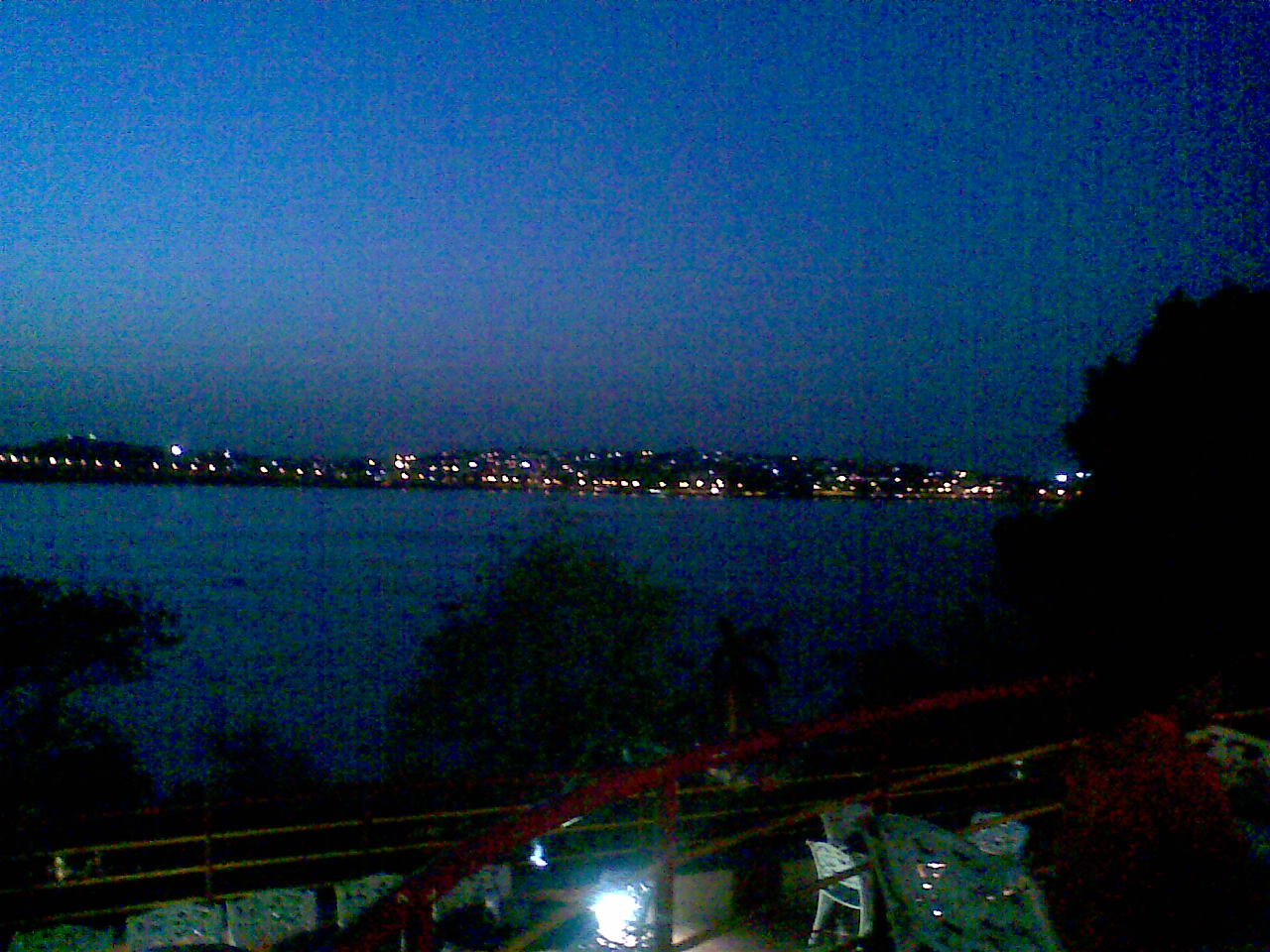
دورنمای بخش قدیمی بوپال

بِهوپال ‌یا بوپال (در هندی: भोपाल در انگلیسی: Bhopāl در اردو: بهوبال) مرکز ایالت مادیا برادش و از شهرهای مهم کشور هندوستان است.
این شهر در حاشیهٔ دو دریاچهٔ زیبا، که به مناظر زیبا و طبیعی پیرامونشان در هند شهرت دارند، واقع شده‌است. ارگ فتحگر در این شهر واقع است. بوپال به دو قسمت تقسیم شده‌است: «شهر خاص» که دوست محمدخان افغان (با دوست محمدخان پادشاه افغانستان اشتباه نشود) دور آن حصار کشید؛ و محله‌های مسکونی جدید و حومه‌های جهانگیرآباد و احمدآباد که حکّام بعدی بر آن افزودند تا یاد جهانگیر محمدخان (شوهر سکندربگم) و احمدعلی خان (شوهر سلطان جهان بگم) را زنده نگه دارند. نوّاب فیض محمدخان (‎۱۱۶۸–۱۱۹۱ قمری، ‎۱۷۵۴–۱۷۷۷ میلادی) این شهر را مرکز ایالت قرار داد، اما مقر حکومت حکمرانان پیش از وی، اسلام نگر بود. درگذشته منطقه «نواب نشین» بوپال پس از حیدرآباد، مهم‌ترین بخش مسلمان‌نشین شبه قاره هند به‌شمار می‌رفت.
بوپال اکنون شهری صنعتی و تجاری است که تولید منسوجات و جواهرسازی از صنایع مهم آن به‌شمار می‌آید. مهم‌ترین فاجعهٔ صنعتی دهه‌های اخیر در این شهر در آذر ۱۳۶۳ (دسامبر ۱۹۸۴) روی داد؛ در آن حادثه، بر اثر نشت گاز سمی از کارخانهٔ آمریکایی یونیون کارباید، بیش از دو هزار تن تلف شدند و حدود دویست هزار تن آسیب دیدند.

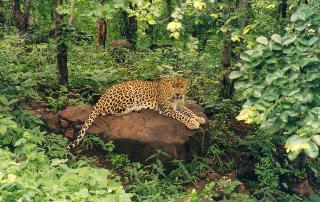
یک پلنگ در جنگل‌های بوپال

## جغرافیا و آب و هوا

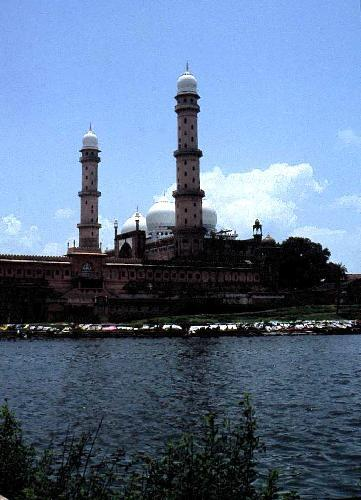
تصویری از تاج‌المسجد، بزرگترین مسجد هند در بوپال.

بوپال با مساحتی معادل ۲۸۶ کیلومتر مربع و در ارتفاع ۴۹۹ متری از سطح دریای آزاد، در مرکز کشور هند واقع و فقط از شمال به کوهستان ویندیا محدود شده‌است. در این شهر دو دریاچه بزرگ و زیبا قرار دارد که به دریاچه‌های بوج وتلند معروفند که مناظر زیبا و محیطی دلپذیر را برای این شهر فراهم کرده‌است. طبق آمار سال ۱۳۸۰ (۲۰۰۱)، جمعیت بوپال بالغ بر ۱٬۴۸۲٬۷۱۸ نفر بوده‌است.
بوپال با آب و هوایی معتدل در گرمترین روزهای تابستان حداکثر به ۴۰ تا ۴۲ درجه و حداقل به ۲۴ تا ۲۷ درجه سانتی‌گراد می‌رسد. در زمستان معمولاً هوا از ۸ درجه سانتی‌گراد سردتر نمی‌شود. فصل باران‌های موسمی یا مانسون از اواسط ژوئن شروع شده و تا اواخر سپتامبر یا اوایل اکتبر ادامه دارد.

## تاریخچه
شهر بوپال درگذشته مرکز منطقه «نواب نشین» بوپال بود و از مناطق بسیار مهم حکومتی مسلمانان در شبه‌قاره به‌شمار می‌آمد.

### تأسیس
گفته می‌شود پیدایش این شهر به دوران پادشاهی بوجا از سلسله پارمارا(۱۰۰۰–۱۰۵۵ میلادی) مربوط می‌شود. با این وجود آنچه مسلم است بنیان‌گذاری شهر بوپال توسط یک نظامیِ ماجراجوی افغان به نام «دوست محمدخان» (با دوست محمدخان اولین امیر افغانستان از خاندان بارکزی اشتباه نشود) گذاشته شد. او از اهالی تیراه (در منطقهٔ ایل‌نشین اورکزی در پاکستان کنونی) بود که به ایل میرزائی خیل از پَتانهای آفریدی تعلق داشت. او در ۱۱۲۰، در ۳۴ سالگی، به دنبال شغلی به دهلی رفت و به سبب خدمات نظامیش، اجارهٔ بیراسیه پرگنه را از بهادر شاه اول، فرمانروای دهلی، دریافت کرد. بزودی حکومت خود را بر ناحیه وسیعی گسترش داد و شهر بوپال را با ارگ آن، موسوم به فتحگره، بنیاد نهاد. با استفاده از ضعف حکومت مرکزی امپراتوری گورکانیان هند، از ایشان گسست و عنوان «نوّاب» بر خود نهاد.
دوست محمدخان در ۱۱۵۳ درگذشت و پسر کوچکش، محمدخان، به جای او نشست، ولی اندکی پس از آن یارمحمدخان دیگر فرزند دوست محمدخان، او را برکنار کرد. یارمحمدخان، قبل از آنکه رسماً به عنوان نوّاب مستقر گردد، در ۱۱۶۸ درگذشت. جانشین او، فیض محمدخان، مردی زهدپیشه و تقریباً منزوی بود که ضعف حکومتش و نیز دسیسه‌های سیاسی وزیر هندویش، به از دست رفتن نیمی از سرزمین بوپال و تصاحب آن از سوی پیشوا باجی رائوی اول انجامید. پس از مرگ فیض محمدخان در ۱۱۹۲، برادرش حیات محمدخان به‌جای او نشست و چهار پسر هندو را به عنوان «چیلا» ی خود (چیلا به معانی متعدد از جمله شاگرد، مرید، و دست پرورده) برگزید که دو تن از ایشان، فولادخان و چهوطی خان، بعداً به وزارت رسیدند. رقابت میان وزیر محمدخان، یکی از عموزادگان حاکم، و مرید محمدخان، وزیر او، به تسلیم دژ فتحگره به امیرخان پنداری (مؤسس حکومت تونک) که در آن ایام در خدمت سندهیای گوالیور بود، انجامید. وزیر محمدخان ناگزیر بوپال را ترک کرد. ولی پس از اینکه سندهیا در پی شورشی که در گوالیور شده بود، به بوپال رفت، وزیر محمدخان با نیرویی بسیار بازگشت و مَراتاها را که تحت فرمان امیرخان بودند از دژ بیرون راند و پس از اندک مدتی، پنداریها را نیز تارومار کرد. حیات محمد در ۱۲۲۳ درگذشت و وزیر محمدخان که لیاقت خود را در امر حکومت نشان داده بود، بی اعتنا به ادعای غوث محمدخان، پسر حاکمِ درگذشته، به جای او نشست. در ۱۲۲۹، نیروهای مشترک ناگپور و گوالیور به بوپال حمله کردند و بوپال هشت ماه در مقابل مهاجمان از خود دفاع کرد تا اینکه محاصرهٔ شهر پایان یافت.
پس از مرگ وزیر محمدخان در ۱۲۳۱ یا ۱۲۳۲، نَذر محمد، پسر او، به جای وی نشست. نذرمحمد (یا نظرمحمد) با انگلیسی‌ها پیمانی بست که به موجب آن حکومت بر سرزمین‌های بوپال برای او و اخلافش تضمین می‌شد، و به انگلیسی‌ها نیز اطمینان داده شد که می‌توانند برای شکست پنداری‌ها - که در آن زمان در نواحی مرکزی هندوستان تاخت و تاز و راهزنی می‌کردند - از سربازان بومی استفاده کنند. نذرمحمد با قدسیّه بگم، دختر غوث محمد، ازدواج کرده بود. قدسیّه بگم، پس از مرگ همسرش در ۱۲۳۶ (یا ۱۲۳۵)، نایب الحکومهٔ دختر کوچک خود، سِکندربگم، شد و زمام امور را به دست گرفت تا اینکه ۲۵ سال بعد (در ۱۲۶۱) سکندربگم رسماً به قدرت رسید.

### حکومت بیگم‌ها
سلسلهٔ طولانی و پرآوازه زنان حاکم به نام بگم‌های بوپال، با قدسیّه بگم آغاز شد و با کناره‌گیری داوطلبانهٔ سلطان‌جهان بگم در ۱۳۴۵ به نفع پسرش، حمیدالله خان (آخرین حاکم تیولدار بوپال) و درگذشت بگم در ۱۳۴۸ پایان پذیرفت. به سبب اقدامات قدرت طلبانهٔ قدسیّه بگم، سکندربگم بسیار دیر، یعنی در ۱۲۵۱، با جهانگیر محمدخان، برادرزادهٔ نذرمحمدخان، ازدواج کرد. قدسیّه بگم که هنوز مایل به ترک قدرت نبود به جنگی داخلی دامن زد، ولی با دخالت مقامات کمپانی هند شرقی، سرانجام در ۱۲۵۳/۱۸۳۷، جهانگیر محمدخان حکومت کشور را در دست گرفت که تا سال مرگ او یعنی ۱۲۶۰ ادامه یافت. قدسیّه بگم از ۱۲۵۳ ناگزیر با دریافت مستمری بازنشسته شد. او مدت‌ها پس از آن زنده بود ولی جانشینانش، سکندربگم و دختر او شاهجهان بگم، با دقت بسیار او را از دخالت در امور بازداشتند و صدیق حسن خان قنّوجی همسر شاهجهان بگم، به دلایل خصوصی و علنی، حتی اجازه نمی‌داد که وی در مراسمی که خاندان حکومتی برگزار می‌کرد شرکت کند. وی در ۱۲۹۹ درگذشت و از زمان بازنشستگی تا هنگام مرگ تملک مبلغ ۴۹۸٬۶۸۲ روپیه را در اختیار داشت. حکومت سکندربگم، به سبب اصلاحات امور نظامی و تبدیل نیروهای نامنظم بوپال به ارتشی منسجم، شایان توجه است. به رغم شورش چند تن از اشراف در ۱۲۷۳/ ۱۸۵۷، حکومت به زمامداران بریتانیایی وفادار ماند. سکندربگم به اصلاحات کشاورزی، اقتصادی، اداری و حقوقی نیز اقدام کرد. وی گرچه در رأس کشوری مسلمان قرار داشت، آن تهور را داشت که حجاب را کنار گذاشته و با لباس نظامی در میان مردم ظاهر شود. در عین حال، به معتقدات مذهبی پایبند بود و در ۱۲۸۰ به حج رفت.

سکندربگم پس از بیست و سه سال حکومت، در ۱۲۸۵ درگذشت و دختر کوچکش شاه‌جهان بگم به جای او نشست و فوجدار محمدخان، عموی سکندربگم، نایب الحکومه شد. پیشتر در ۱۲۶۳ فوجدار محمدخان به سبب دسیسه‌های قدسیّه بگم، ناگزیر از حکومت کناره گرفته و سکندربگم به نیابت حکومت منصوب شده بود. در ۱۲۷۲ شاهجهان بگم با بخشی باقی محمدخان، که از خاندان حکومتی نبود، ازدواج کرد. بدین سبب او و پس از وی همسران بگم‌های بوپال، صرفاً از مقام نوّاب همسر بگم برخوردار بودند و در ادارهٔ امور حکومتی چندان دخالت نداشتند. تمام قدرت در شخص سکندر بگم متمرکز بود که از مقام و حیثیت خود با وسواس حراست می‌کرد. وی به قبضه کردن حکومت از سوی دختر کوچکش بشدت اعتراض کرد و تنها موقعی آرام شد که شاه‌جهان بگم پذیرفت که در حیات مادرش نسبت به حکومت ادعایی نداشته باشد. این عمل شاهجهان بگم مبتنی بر محبت فرزندی بود نه بر مصلحت‌اندیشی یا فراست سیاسی. شاه‌جهان بگم، چند سال پس از مرگ همسرش، با سید صدیق حسن خان قنّوجی، یکی از مولویان قنّوج که زمانی از مقامات جزء حکومت بود، ازدواج کرد. در نتیجهٔ مساعی بگم، عنوان افتخاری نوّاب و دیگر القاب و نشانهای مربوط به مقام همسر حاکم، به صدیق حسن خان اهدا شد. پس از مرگ همسر اولش، بگم حجاب را کنار گذاشته بود ولی پس از ازدواج با مولوی دوباره حجاب را رعایت می‌کرد. ازدواج دوبارهٔ او با استقبال چندانی مواجه نشد، زیرا تمام اعضای خاندان حکومتی جدّاً با آن مخالف بودند. سلطان جهان بگم، وارث مقام حکومت، بشدت رنجیده بود و در خاطراتش صدیق حسن خان را ستمگر مستبدی وصف می‌کند که شادی را از او و مادرش ربوده و مادرش را در صورت مخالفت با امیالش به طلاق که داغ ننگی بزرگ برای بانویی نجیب‌زاده به‌شمار می‌رفت تهدید می‌کرده‌است. صدیق حسن خان در ۱۳۰۸ درگذشت و سلطان جهان بگم و دیگران را آسوده‌خاطر ساخت، ولی در روابط میان حاکم و وارث او بهبودی پدید نیامد. ظاهراً علت واقعی بیگانگی میان مادر و دختر، شوهر سلطان جهان بگم، یعنی احمدعلی خان سلطان دُلها بود.

پرچم بوپال

در ۱۳۱۹، شاهجهان بگم بر اثر بیماری سرطان درگذشت و بر اساس سندی که در ۱۳۷۹/۱۸۶۲ از طرف لرد کنینگ، فرماندار کل و نایب السلطنهٔ هندوستان، صادر شده بود سلطان جهان بگم، تنها فرزند او از همسر اولش، به جای وی نشست. شاهجهان بگم از صدیق حسن خان فرزندی نداشت. سلطان جهان طی ۲۵ سال حکومت شخصاً امور ایالت را اداره و اقدام به اصلاحات کرد. دو بار به انگلستان رفت: یک بار در ۱۳۲۹/ ۱۹۱۱ برای شرکت در مراسم تاجگذاری جورج پنجم (حک: ۱۲۸۹–۱۳۱۵ش / ۱۹۱۰–۱۹۳۶)، و بار دیگر در ۱۳۰۴ ش / ۱۹۲۵ به منظور اینکه دولت انگلیس حق جانشینی جوانترین و تنها پسر بازمانده‌اش، یعنی حاج حمیدالله خان را به رسمیت بشناسد. دو پسر دیگرش، محمد نصرالله خان (متولد ۱۲۹۳) و حافظ عبیدالله خان (متولد ۱۲۹۴) هر دو یکی پس از دیگری در ۱۳۴۳ درگذشته بودند. به گمان برخی، مرگ آنان بر اثر مسمومیت بوده‌است. آقاخان (دوم) نیز در تضمین حکومت بوپال برای حمیدالله خان سهم مهمی داشت، و بدین ترتیب وی نتوانست پسران دو برادر متوفایش را کنار بزند. حمیدالله خان (متولد ۱۳۱۲) تحصیلات خود را در علیگر به انجام رسانید و در امور سیاسی مربوط به امیرزادگان محلی به فعالیت پرداخت. او دو بار (در ۱۳۱۰–۱۳۱۱ش / ۱۹۳۱–۱۹۳۲ و ۱۳۲۳–۱۳۲۶ ش / ۱۹۴۴–۱۹۴۷) به ریاست مجلس امیرزادگان برگزیده شد و در این مقام منشأ خدمات شایسته‌ای شد.

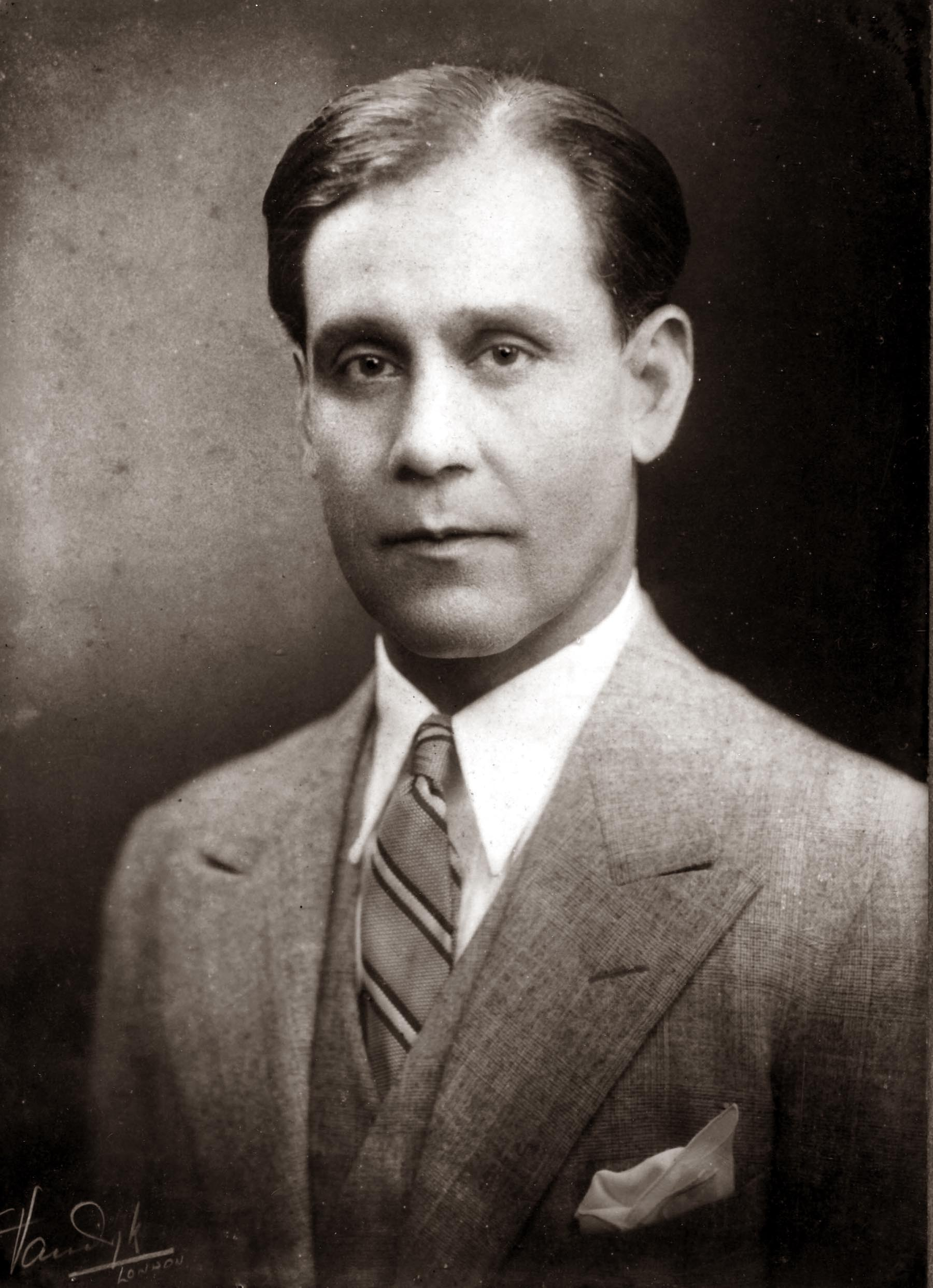
نواب حمیدالله خان، ۱۹۳۰

### شورش‌های سال ۱۸۵۷
طی شورش‌های سال ۱۸۵۷ میلادی در هند، حکومت سیکندر بیگم در بوپال به عنوان هم‌پیمان کمپانی هند شرقی در سال۱۸۱ ۸ شورش مردم بوپال و مناطق همجوار را در مراحل اولیه خود را سرکوب کرد.

### پس از استقلال
بوپال یکی از آخرین مناطقی بود که «سند اطلاعیه رسمی الحاق» به اتحادیه هند را پذیرفت. در ۱۳۲۵ ش / ۱۹۴۶، بر امور سیاسی هندوستان تأثیری فراموش نشدنی گذاشت و در مقام واسطه میان کنگره ملی هند و مسلم لیگ به رهبری محمدعلی جناح توانست از کنگره برای مسلم لیگ اختیارات نامحدود بگیرد، ولی بعداً گاندی، رهبر بلارقیب کنگره، این امر را نپذیرفت.
هم‌زمان با خاتمه حکومت انگلیس در ۱۳۲۶ش / ۱۹۴۷، جدایی و استقلال پاکستان از هند، بوپال نخست از خودمختار اداره می‌شد. ولی در ۱۳۲۸ش / ۱۹۴۹ به اتحادیهٔ هند ملحق شد. بوپال دارای مجلس منتخب قانونگذاری و وزارتخانه‌ای بود که یک کمیسر عالی ادارهٔ امور آن را بر عهده داشت. نوّاب سابق، که اینک چون دیگر شهروندان بود، بازنشسته شد و وارث او، گوهرتاج عابده سلطان به پاکستان مهاجرت کرد. در تقسیمات کشوری هند در سال ۱۹۵۶ بوپال به عنوان مرکز ایالت مادیا پرادش انتخاب شد.

## فاجعه‌بارترین حادثه صنعتی جهان

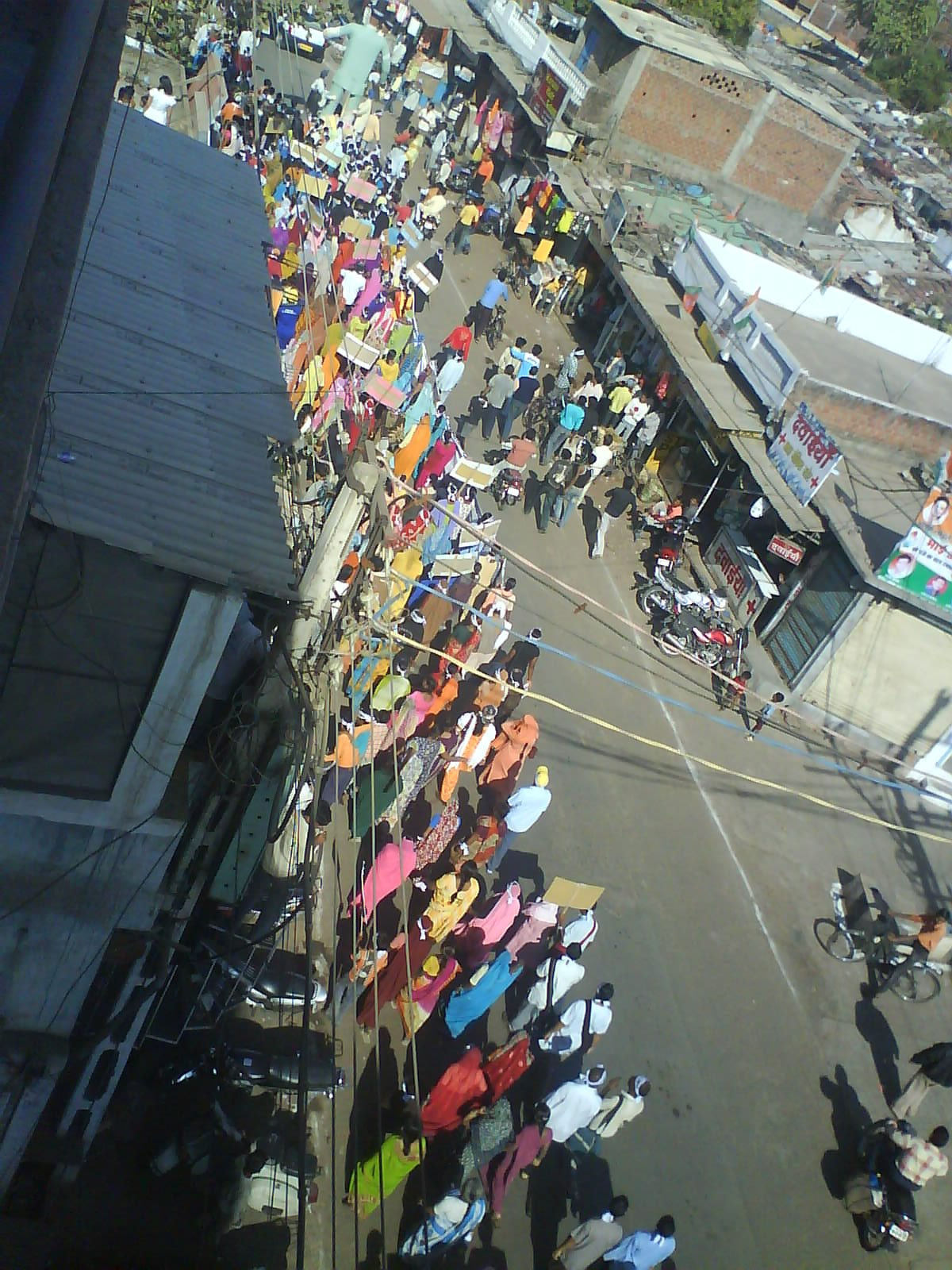
راهپیمایی اعتراض‌آمیز در مورد فاجعه نشت گاز سمی

در شبهای ۲ و ۳ دسامبر ۱۹۸۴ (آذر ۱۳۶۳)، ابر مسموم ناشی از نشت گاز سمی صنعتی خطرناک MIC، بر فراز شهر بوپال به حرکت درآمد که وخیم‌ترین حادثه صنعتی جهان نام گرفت. این گاز سمی از کارخانه حشره‌کش‌سازی شرکت آمریکایی یونیون کارباید نشت کرد و این فاجعه چندین هزار کشته و بیش از ۳۰۰ هزار بیمار برجای گذاشت، که بسیاری از آن‌ها کاملاً معلول اند و در شرایط دشواری زندگی می‌کنند.
گاز سمی نخست خانه‌های نزدیک را پوشاند. خیلی‌ها بلافاصله جان باختند، سپس ابری ضخیم همه اطراف را پوشاند. همه اهالی شهر در خیابان‌ها در حال خفگی بودند.
پس از فاجعه، رسوایی بزرگی بر سر موضوع مصونیت قضایی مدیران شرکت یونیون کارباید مطرح شد: هیچ مسئولیتی متوجه مدیران آن نگردید، گویا فاجعه طبیعی و غیرقابل پیش‌بینی بوده‌است و مدیران شرکت نمی‌توانسته‌اند هیچ اقدامی برای جلوگیری از بروز آن انجام دهند. در فوریه ۱۹۸۹ دیوان عالی هند طرف آمریکایی را به پرداخت ۴۷۰ میلیون دلار محکوم کرد، که ۵۰ میلیون دلار آن را دفتر یونیون کارباید در هند و ۴۱۵ میلیون دلار آن را دفتر اصلی شرکت در آمریکا می‌بایست پرداخت کند. از این مبلغ ۲۵۰ میلیون دلار آن را شرکت‌های بیمه پرداخت کردند. بازماندگان قربانیان این فاجعه تنها مبلغ ۲۵۰۰۰روپیه (تقریباً معادل ۵۴۰ دلار) غرامت دریافت کردند که در مقابل بیست سال درد کشیدن بسیار ناچیز است.
نشت گاز از این کارخانه حشره‌کش‌سازی به کشته شدن دست کم ۱۸ هزار نفر از سال ۱۹۸۴ تاکنون منجر شده و هزاران نفر دیگر هنوز در اثر آن با مشکلات جسمانی گریبانگیر هستند. یونیون کارباید در بوپال اکنون کارخانه‌ای متروکه است اما هنوز حدود ۲۵ تن مواد سمی در محل باقی مانده‌است و شرکت یونیون کارباید از زیر تمیزکاری محل حادثه شانه خالی می‌کند. افراد زیادی برای حقوق قربانیان این فاجعه شیمیایی تلاش می‌کنند،